# Deutsche Poolbillard-Meisterschaft 1990 (Damen)
Die Deutsche Poolbillard-Meisterschaft 1990 war die zehnte Austragung zur Ermittlung der nationalen Meistertitel der Damen in der Billardvariante Poolbillard. Sie in Selm ausgetragen.
Es wurden die Deutschen Meisterinnen in den Disziplinen 14/1 endlos, 8-Ball, 9-Ball und 8-Bal-Pokal ermittelt.

## Medaillengewinner
| Disziplin    | Gold                               | Silber                           | Bronze                                | 4. Platz                          |
| ------------ | ---------------------------------- | -------------------------------- | ------------------------------------- | --------------------------------- |
| 14/1 endlos  | Franziska Stark (PBC Oftersheim)   | Andrea Kroll (PBC Walldorf)      | Britta Görlitz (Knickers Iserlohn)    | Klara Lensing (PBC Kelze Ente)    |
| 8-Ball       | Ilona Bernhard (PBC Bad Kreuznach) | Franziska Stark (PBC Oftersheim) | Sylvia Buschhüter (PBC Oftersheim)    | Klara Lensing (PBC Kelze Ente)    |
| 9-Ball       | Eva Urlaß (PBC München-West)       | Franziska Stark (PBC Oftersheim) | Kerstin Ringelhan (1. PBC Leverkusen) | Beate Bergfeld (PC Mörfelden)     |
| 8-Ball-Pokal | Sylvia Buschhüter (PBC Oftersheim) | Franziska Stark (PBC Oftersheim) | Klara Lensing (PBC Kelze Ente)        | Brigitte Ganze (PBC Linde Berlin) |